# 그로즈카문

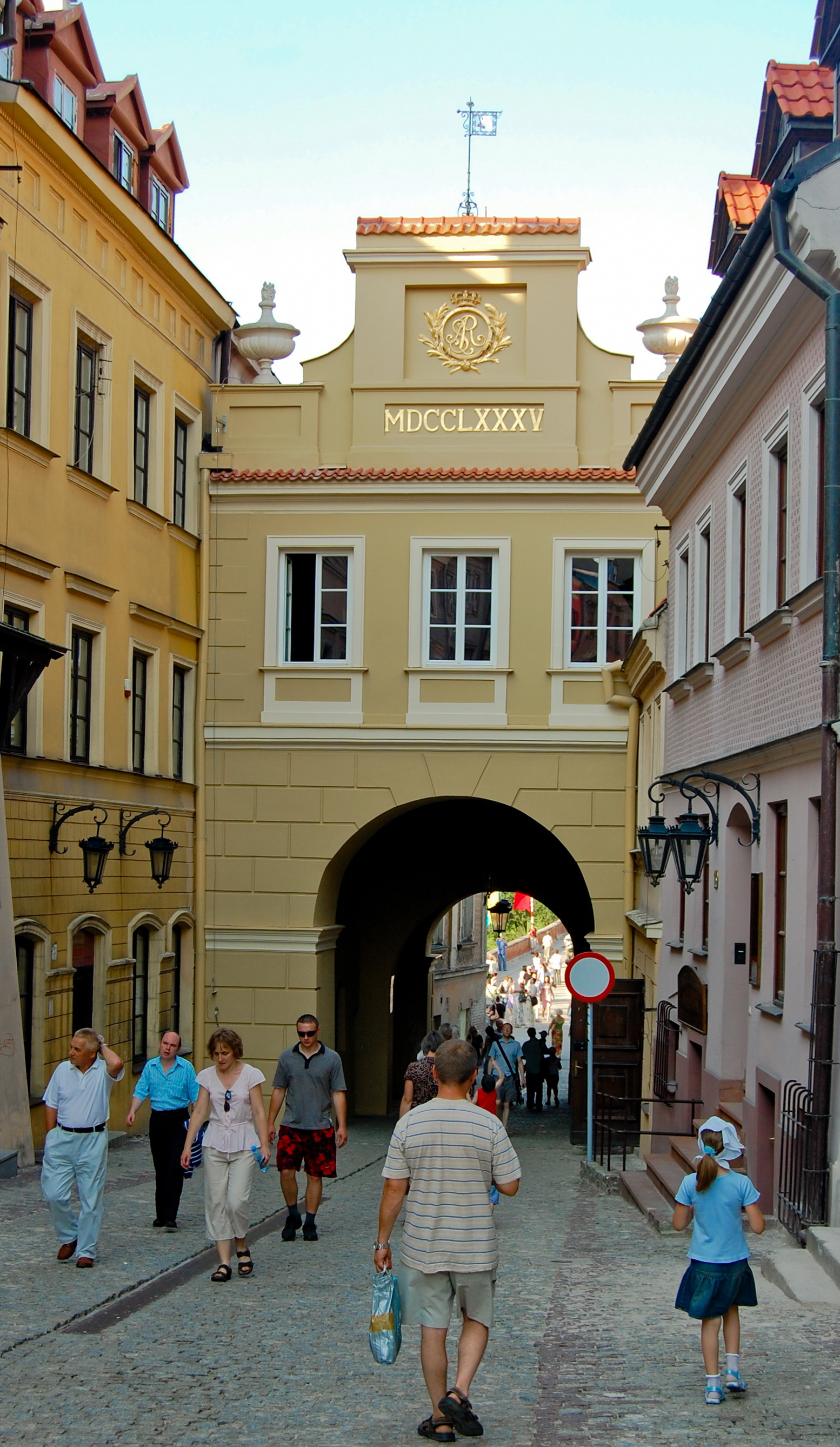
그로즈카문

그로즈카문(폴란드어: Brama Grodzka)은 폴란드 루블린에 있는 문이다. 카지미에시 3세의 허가를 받은 후 1342년에 건설된 성문이다. 현재 문은 스타니스와프 아우구스트 포니아토프스키 왕의 궁정 건축가인 도메니코 메를리니가 1785년에 지정한 모양을 가지고 다.
그로즈카문은 루블린 구시가지와 유대인 지구 사이의 통로였기 때문에 유대인 문이라고도 불렸다. 현재 그로즈카문은 그로즈카 게이트 - NN 극장이 사용하고 있다.